# Comuna Dekanovec, Međimurje
Dekanovec este o comună în cantonul Međimurje, Croația, având o populație de 774 de locuitori (2011).

## Demografie
Componența etnică a comunei Dekanovec
     Croați (99,74%)
     Necunoscut (0%)
     Neclasificat (0,26%)
Componența confesională a comunei Dekanovec
     Catolici (99,22%)
     Necunoscută (0,13%)
     Fără religie și atei (0,65%)
Conform recensământului din 2011, comuna Dekanovec avea 774 de locuitori. Din punct de vedere etnic, majoritatea locuitorilor (99,74%) erau croați. Din punct de vedere confesional, majoritatea locuitorilor (99,22%) erau catolici. Pentru 0,13% din locuitori nu este cunoscută apartenența confesională.